# Padina, Varna
Padina (în bulgară Падина) este un sat în comuna Devnea, regiunea Varna,  Bulgaria. 

## Demografie
Componența etnică a satului Padina
     Turci (9,67%)
     Bulgari (85,8%)
     Nicio identificare (4,51%)
     Altele (0%)
La recensământul din 2011, populația satului Padina era de 310 locuitori. Din punct de vedere etnic, majoritatea locuitorilor (85,8%) erau bulgari, cu o minoritate de turci (9,67%). Pentru 4,51% din locuitori nu este cunoscută apartenența etnică.